# Glyphyalus
Glyphyalus is een geslacht van weekdieren uit de  familie van de Oxychilidae.

## Soort
- Glyphyalus quillensis de Winter, van Leeuwen & Hovestadt, 2016